# Vranje
Vranje (în sârbă Врање, pronunțat [ʋrâɲɛ] ⓘ) este un oraș și centrul administrativ al districtului Pčinja din sudul Serbiei. Conform rezultatelor recensământului din 1991, orașul a avut o populație de 55.138 de locuitori; conform rezultatelor recensământului din 2011, orașul a avut o populație de 83.524 de locuitori, în timp ce zona urbană a orașului a avut 60.485 de locuitori. 
Vranje este centrul economic, politic și cultural al districtului Pčinja din Serbia de Sud. Este primul oraș din Peninsula Balcanică care a fost declarat orașul UNESCO al muzicii. Este situat pe coridorul X Pan-European, aproape de granițele cu Macedonia de Nord și Bulgaria. Eparhia de Vranje se află în oraș și aici este staționată a 4-a Brigadă de Infanterie a armatei sârbe.

## Istorie
Romanii au cucerit regiunea în secolul al II-lea î.Hr. sau în secolul I î.Hr. Vranje a făcut parte din Moesia Superior și Dardania în timpul stăpânirii romane. Cetățile romane din regiunea Vranje au fost abandonate în timpul atacurilor hunilor în anii 539–544 d.Hr.; acestea includ localitățile Kale din Vranjska Banja, Gradište în Korbevac și Gradište în Prvonek.
Prima mențiune scrisă despre Vranje provine din cronica bizantină Alexiada (Ἀλεξιάς) scrisă de prințesa bizantină Ana Comnena (1083–1153), în care este menționat că domnitorul sârb Vukan în 1093, într-o campanie de cuceriri, a ajuns la Vranje și l-a ocupat, însă pentru scurt timp, deoarece a fost obligat să se retragă din fața bizantinilor care erau mai puternici. Numele orașului provine din cuvântul în limba sârbă veche Vran („negru”). A doua mențiune este din 1193, când Vranje a fost cucerit temporar de Marele Prinț Sârb Ștefan Nemanja din mâinile bizantinilor. Vranje a intrat definitiv în statul sârb în 1207, când a fost cucerit de Marele Prinț Ștefan Nemanjić.
Cu ceva timp înainte de 1306, tepčija Kuzma a primit guvernarea zonei Vranje (care era organizată ca župa, „județ”, inclusiv orașul și satele învecinate), în timpul și în slujba regelui Ștefan Milutin. În același timp, kaznac-ul Miroslav a deținut împrejurimile din Vranje. În continuare, kaznac-ul Baldovin (1325–45) a primit provincia din jurul Vranje, în timpul și în slujba regelui Ștefan Dečanski. În continuare, župan-ul Maljušat, fiul lui Baldovin, a primit župa Vranje. În momentul proclamării Țaratului Sârb, orașele, printre care și Vranje, erau deținute de kefalija. În timpul căderii Țaratului Sârb, Vranje a făcut parte din posesia lui Uglješa Vlatković, care a inclus și Preševo și Kumanovo. Uglješa a devenit vasal al despotului sârb Ștefan Lazarević după Bătălia de la Tripolje (din 1403); iar Vranje a devenit parte a Despotatului Serbiei. 

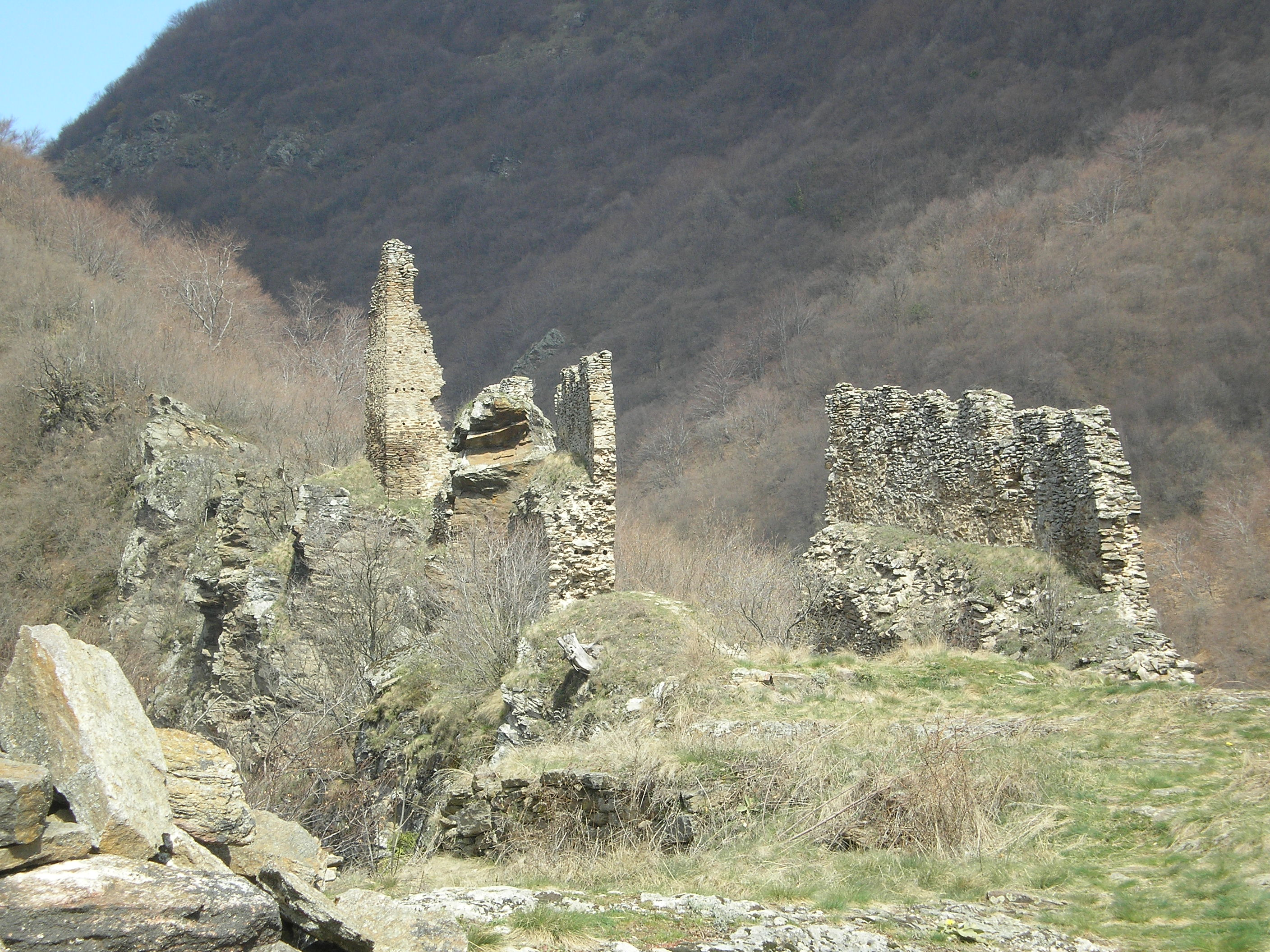
Markovo Kale, ruinele unei cetăți medievale.

Župa medievală a fost o mică unitate de teren, al cărei teritoriu s-a extins odată cu crearea de noi așezări.  Bunele relații de comerț cu orașul minier în curs de dezvoltare Novo Brdo au dus la crearea a numeroase așezări noi. În 1455, Vranje a fost cucerit de Imperiul Otoman, pe fondul căderii statului sârb medieval. A fost organizat ca centrul administrativ al unui kaza (județ), numit Vranje, după orașul și župa medievală. La mijlocul secolului al XIX-lea, diplomatul austriac, Johann Georg von Hahn, a declarat că populația din kaza Vranje  era de 6/7 bulgari și 1/7 albanezi, în timp ce populația orașului era formată din 1000 de familii creștine-bulgare, 600 de albanezi-turci și 50 de rromi. Populația urbană musulmană din Vranje era formată din albanezi și turci, dintre care o parte erau ei înșiși de origine albaneză.
Raportul diplomatului austriac trebuie să fie analizat cu cea mai mare rezervă. Diplomatul austriac, în afară de tendința de a satisface ambițiile bulgărești de a stăpâni aceste regiuni (cele două războaie mondiale sunt martori ai acestor tendințe), a fost ghidat probabil de faptul că regiunea din Vranje era o „kaza” otomană, iar părțile estice mari erau într-adevăr populate de bulgari. Kyustendil a fost numele turcificat al sârbului feudal local din secolul al XIV-lea, Constantin Dragaš; la acea vreme, regiunea însă era sârbă. Într-adevăr, numeroase surse arată clar că regiunea a fost locuită de sârbi de mai bine de 10 secole. Astfel de surse sunt Carta lui Stefan Uroš IV Dušan, 1308 - 1355,; sau o monografie despre „recensămintele” turcești din 1487, 1519, 1570, 1861, care au confirmat că populația din Vranje era sârbă. Există, de asemenea, 4 liste cu locuitorii din Vranje în secolul al XIX-lea (din anii 1858, 1869, 1883 și 1890) în care bulgarii nu sunt menționați niciodată. Cu toate acestea, nu este ușor să deosebim sârbii de bulgari doar după numele lor până în 1878, dar după această dată aproape toate numele sunt în mod clar nume sârbești.
Vranje a făcut parte din Imperiul Otoman până în 1878, când orașul a fost cucerit de armata sârbă comandată de Jovan Belimarković. În timpul războiului sârbo-otoman (1876-1878), cea mai mare parte a populației musulmane din Vranje s-a refugiat în vilaietul otoman Kosovo, în timp ce un număr mai mic a rămas pe loc după conflict. Orașul a intrat în Principatul Serbiei, având puțin peste 8.000 de locuitori în acea vreme. Singura populație musulmană căreia i s-a a permis să rămână după război în oraș a fost cea de rromi musulmani vorbitori de sârbă; aceștia numărau 6.089 de persoane în Vranje în anul 1910. Până la sfârșitul războaielor balcanice, Vranje a avut o poziție și un rol special, ca loc de transmisie a influenței politice și culturale a statului sârb asupra regiunii Macedonia.
La începutul secolului al XX-lea, Vranje a avut în jur de 12.000 de locuitori. Ca oraș de frontieră al Regatului Serbiei, a fost folosit ca punct de plecare pentru guerila sârbă (de cetnici) care au trecut pe teritoriul otoman și au luptat în Kosovo și Macedonia. În Primul Război Mondial, principalul sediu al armatei sârbe a fost în acest oraș. Regele Petru I Karađorđević, prim-ministrul Nikola Pašić și șeful Statului Major al Apărării, generalul Radomir Putnik au rămas la Vranje. Vranje a fost ocupat de Regatul Bulgariei în 16-17 octombrie 1915, când au fost comise crime de război și când s-a încercat o bulgarizare a orașului și a regiunii.

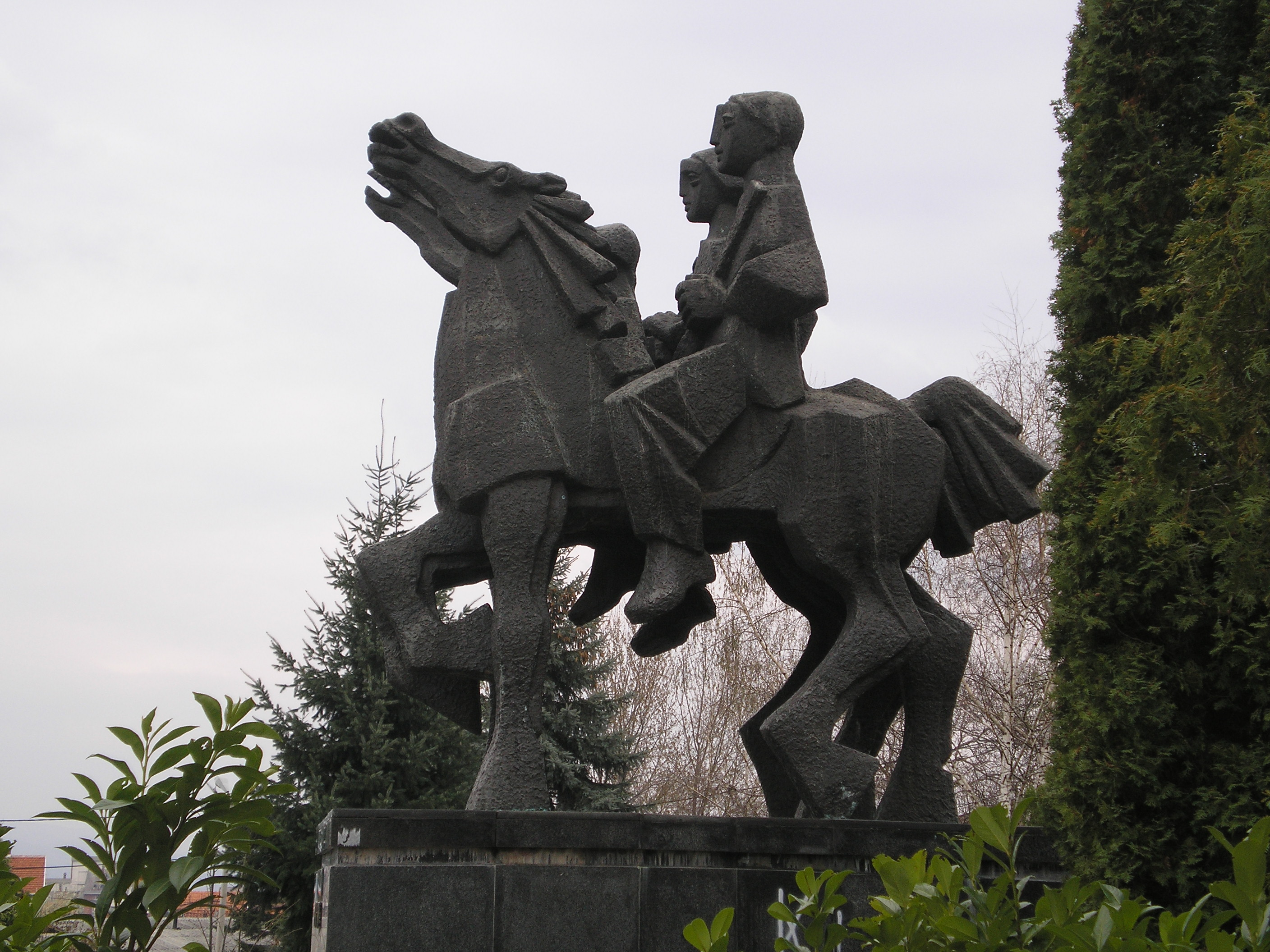
Memorial pentru al doilea război mondial

După război, Vranje a făcut parte din Regatul Sârbilor, Croaților și Slovenilor ca una dintre cele 33 de oblasti (regiuni); în 1929, a devenit parte a Banovinei Vardar. În timpul celui de-al Doilea Război Mondial, trupele germane naziste au intrat în oraș la 9 aprilie 1941 și apoi l-au transferat administrației bulgare la 22 aprilie 1941. În timpul ocupației bulgare, 400 de sârbi au fost împușcați și aproximativ 4.000 trimiși în lagăre de concentrare. Vranje a fost eliberat de partizani iugoslavi la 7 septembrie 1944. 
În timpul Republicii Socialiste Federative Iugoslavia, Vranje a fost reorganizat ca districtul Pčinja. În anii 1960 -1970 a avut loc o industrializare. În decursul anilor 1990, economia din Vranje a fost puternic afectată de sancțiunile împotriva Serbiei și de bombardarea din 1999 de către NATO a Iugoslaviei (Operațiunea Forțele Aliate).

## Geografie
Vranje este situat în partea de nord-vest a bazinului Vranje, pe litoralul stâng al Moravei de Sud.
Vranje se află la baza munților Pljačkovica (1.231 metri), Krstilovice (1.154 metri) și Pržar (731 metri). Râul Vranje și orașul sunt împărțite de șoseaua principală și linia de cale ferată, care merg în nord spre Leskovac (aflat la 70 de kilometri), Niš (110 kilometri) și Belgrad (347 kilometri) și la sud spre Kumanovo (56 kilometri), Skopje (91 kilometri) și Salonic (354 kilometri). Se află la 70 kilometri de granița cu Bulgaria, 40 kilometri de granița cu Macedonia de Nord.
Vranje este centrul economic, politic și cultural al districtului Pčinja din sudul Serbiei. Districtul Pčinja include, de asemenea, comunele Bosilegrad, Bujanovac, Vladičin Han, Preševo, Surdulica și Trgovište. Este amplasat pe coridorul X pan-european. 

### Climat
| Date climatice pentru Vranje (1981–2010, extreme: 1961–2010) | Date climatice pentru Vranje (1981–2010, extreme: 1961–2010) | Date climatice pentru Vranje (1981–2010, extreme: 1961–2010) | Date climatice pentru Vranje (1981–2010, extreme: 1961–2010) | Date climatice pentru Vranje (1981–2010, extreme: 1961–2010) | Date climatice pentru Vranje (1981–2010, extreme: 1961–2010) | Date climatice pentru Vranje (1981–2010, extreme: 1961–2010) | Date climatice pentru Vranje (1981–2010, extreme: 1961–2010) | Date climatice pentru Vranje (1981–2010, extreme: 1961–2010) | Date climatice pentru Vranje (1981–2010, extreme: 1961–2010) | Date climatice pentru Vranje (1981–2010, extreme: 1961–2010) | Date climatice pentru Vranje (1981–2010, extreme: 1961–2010) | Date climatice pentru Vranje (1981–2010, extreme: 1961–2010) | Date climatice pentru Vranje (1981–2010, extreme: 1961–2010) |
| Luna                                                         | Ian                                                          | Feb                                                          | Mar                                                          | Apr                                                          | Mai                                                          | Iun                                                          | Iul                                                          | Aug                                                          | Sep                                                          | Oct                                                          | Nov                                                          | Dec                                                          | Anual                                                        |
| ------------------------------------------------------------ | ------------------------------------------------------------ | ------------------------------------------------------------ | ------------------------------------------------------------ | ------------------------------------------------------------ | ------------------------------------------------------------ | ------------------------------------------------------------ | ------------------------------------------------------------ | ------------------------------------------------------------ | ------------------------------------------------------------ | ------------------------------------------------------------ | ------------------------------------------------------------ | ------------------------------------------------------------ | ------------------------------------------------------------ |
| Maxima medie °C (°F)                                         | 4.2 (39,6)                                                   | 6.8 (44,2)                                                   | 12.2 (54)                                                    | 17.3 (63,1)                                                  | 22.5 (72,5)                                                  | 26.1 (79)                                                    | 28.7 (83,7)                                                  | 29.1 (84,4)                                                  | 24.2 (75,6)                                                  | 18.4 (65,1)                                                  | 10.8 (51,4)                                                  | 5.1 (41,2)                                                   | 17,1 (62,8)                                                  |
| Media zilnică °C (°F)                                        | −0.1 (31,8)                                                  | 1.8 (35,2)                                                   | 6.4 (43,5)                                                   | 11.2 (52,2)                                                  | 16.0 (60,8)                                                  | 19.5 (67,1)                                                  | 21.6 (70,9)                                                  | 21.6 (70,9)                                                  | 16.9 (62,4)                                                  | 11.8 (53,2)                                                  | 5.7 (42,3)                                                   | 1.2 (34,2)                                                   | 11,1 (52)                                                    |
| Minima medie °C (°F)                                         | −3.6 (25,5)                                                  | −2.6 (27,3)                                                  | 1.1 (34)                                                     | 5.0 (41)                                                     | 9.4 (48,9)                                                   | 12.6 (54,7)                                                  | 14.1 (57,4)                                                  | 14.1 (57,4)                                                  | 10.3 (50,5)                                                  | 6.2 (43,2)                                                   | 1.5 (34,7)                                                   | −2.1 (28,2)                                                  | 5,5 (41,9)                                                   |
| Minima istorică °C (°F)                                      | −25 (−13.0)                                                  | −22 (−7.6)                                                   | −13 (8,6)                                                    | −6.6 (20,1)                                                  | 0.0 (32)                                                     | 2.3 (36,1)                                                   | 5.0 (41)                                                     | 4.5 (40,1)                                                   | −2.4 (27,7)                                                  | −7 (19,4)                                                    | −12.6 (9,3)                                                  | −18 (−0.4)                                                   | −25 (−13,0)                                                  |
| Precipitații mm (inches)                                     | 35.4 (1.394)                                                 | 38.3 (1.508)                                                 | 38.2 (1.504)                                                 | 52.0 (2.047)                                                 | 56.3 (2.217)                                                 | 63.2 (2.488)                                                 | 44.7 (1.76)                                                  | 43.2 (1.701)                                                 | 46.7 (1.839)                                                 | 52.4 (2.063)                                                 | 57.4 (2.26)                                                  | 50.5 (1.988)                                                 | 578,3 (22,768)                                               |
| Umiditate [%]                                                | 81                                                           | 75                                                           | 67                                                           | 64                                                           | 65                                                           | 65                                                           | 61                                                           | 60                                                           | 67                                                           | 73                                                           | 79                                                           | 83                                                           | 70                                                           |
| Nr. de zile cu precipitații (≥ 0.1 mm)                       | 12                                                           | 12                                                           | 12                                                           | 12                                                           | 13                                                           | 10                                                           | 8                                                            | 7                                                            | 9                                                            | 9                                                            | 12                                                           | 14                                                           | 131                                                          |
| Nr. mediu de zile cu ninsoare                                | 10                                                           | 9                                                            | 6                                                            | 1                                                            | 0                                                            | 0                                                            | 0                                                            | 0                                                            | 0                                                            | 0                                                            | 4                                                            | 9                                                            | 39                                                           |
| Ore însorite                                                 | 73.8                                                         | 100.7                                                        | 151.3                                                        | 176.2                                                        | 230.5                                                        | 274.3                                                        | 316.1                                                        | 294.8                                                        | 209.8                                                        | 153.4                                                        | 87.5                                                         | 55.5                                                         | 2.123,9                                                      |
| Sursă: Serviciul Hidro-meteorologic al Serbiei               |                                                              |                                                              |                                                              |                                                              |                                                              |                                                              |                                                              |                                                              |                                                              |                                                              |                                                              |                                                              |                                                              |

## Date demografice
Populația orașului a fost mărită de coloniștii din perioada iugoslavă și prin urbanizarea împrejurimilor sale. Refugiații sârbi ai războaielor iugoslave (1991–95) și ai războiului din Kosovo (1998–99), în special în timpul și după bombardarea NATO a Iugoslaviei din 1999, precum și emigranții din Kosovo în urma acestui ultim conflict au mărit și mai mult populația din Vranje. 
Conform rezultatelor recensământului din 2011, în orașul Vranje au fost 83.524 de locuitori. 

### Grupuri etnice
Compoziția etnică a zonei administrative a orașului (conform recensământului din 2011) a fost următoarea:
| Grup etnic   | Populație |
| ------------ | --------- |
| sârbi        | 76569     |
| rromi        | 4654      |
| bulgari      | 589       |
| macedoneni   | 255       |
| muntenegreni | 48        |
| gorani       | 43        |
| croați       | 33        |
| iugoslavi    | 22        |
| musulmani    | 17        |
| albanezi     | 13        |
| ruși         | 10        |
| Alții        | 1271      |
| Total        | 83524     |

## Comune și așezări

Orașul Vranje din districtul Pčinja

Orașul Vranje este format din două comune: Vranje și Vranjska Banja. Zonele lor municipale includ următoarele așezări: 
Comuna Vranje

- Aleksandrovac
- Barbarušince
- Barelić
- Beli Breg
- Bojin Del
- Bresnica
- Buljesovce
- Buštranje
- Crni Lug
- Čestelin
- Ćukovac
- Ćurkovica
- Davidovac
- Dobrejance
- Donja Otulja
- Donje Punoševce
- Donje Trebešinje
- Donje Žapsko
- Donji Neradovac
- Dragobužde
- Drenovac
- Dubnica
- Dulan
- Dupeljevo
- Golemo Selo
- Gornja Otulja
- Gornje Punoševce
- Gornje Trebešinje
- Gornje Žapsko
- Gornji Neradovac
- Gradnja
- Gumerište
- Katun
- Klašnjice
- Koćura
- Kopanjane
- Kruševa Glava
- Krševica
- Kupinince
- Lalince
- Lepčince
- Lukovo
- Margance
- Mečkovac
- Mijakovce
- Mijovce
- Milanovo
- Milivojce
- Moštanica
- Nastavce
- Nova Brezovica
- Oblička Sena
- Ostra Glava
- Pavlovac
- Pljačkovica
- Preobraženje
- Ranutovac
- Rataje
- Ribnice
- Ristovac
- Roždace
- Rusce (Vranje)
- Sikirje
- Smiljević
- Soderce
- Srednji Del
- Stance
- Stara Brezovica
- Strešak
- Stropsko
- Struganica
- Studena
- Surdul
- Suvi Dol
- Tesovište
- Tibužde
- Trstena
- Tumba
- Urmanica
- Uševce
- Viševce
- Vlase (Vranje)
- Vranje
- Vrtogoš
- Zlatokop

Comuna Vranjska Banja

- Babina Poljana
- Bujkovac
- Crni Vrh
- Duga Luka
- Izumno
- Klisurica
- Korbevac
- Korbul
- Kriva Feja
- Kumarevo (Vranje)
- Leva Reka
- Lipovac
- Nesvrta
- Panevlje
- Prvonek
- Prevalac
- Sebevranje
- Slivnica
- Stari Glog
- Toplac
- Vranjska Banja

## Societate și cultură

### Cultură

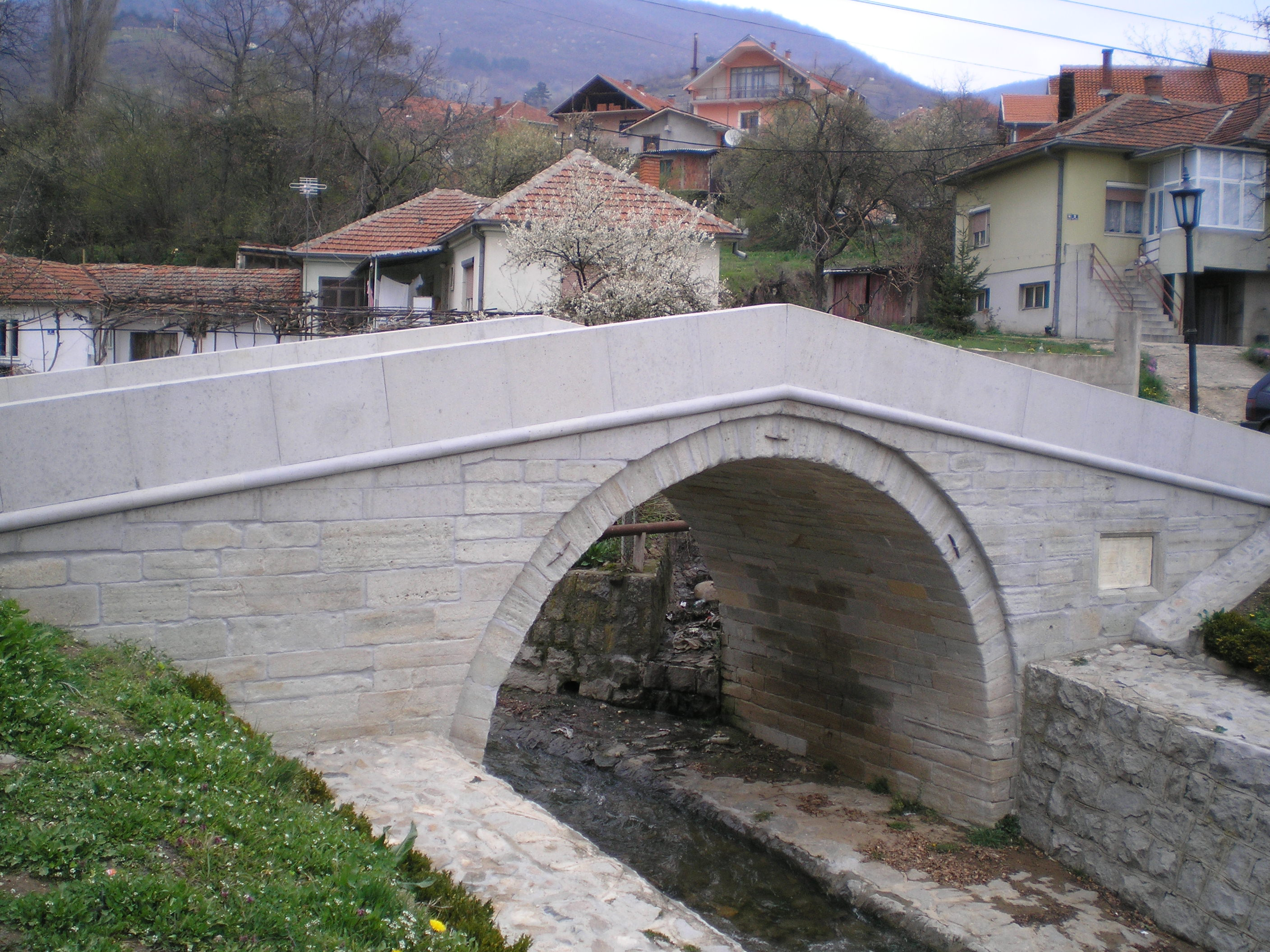
Podul Alb, un simbol al Vranjei.

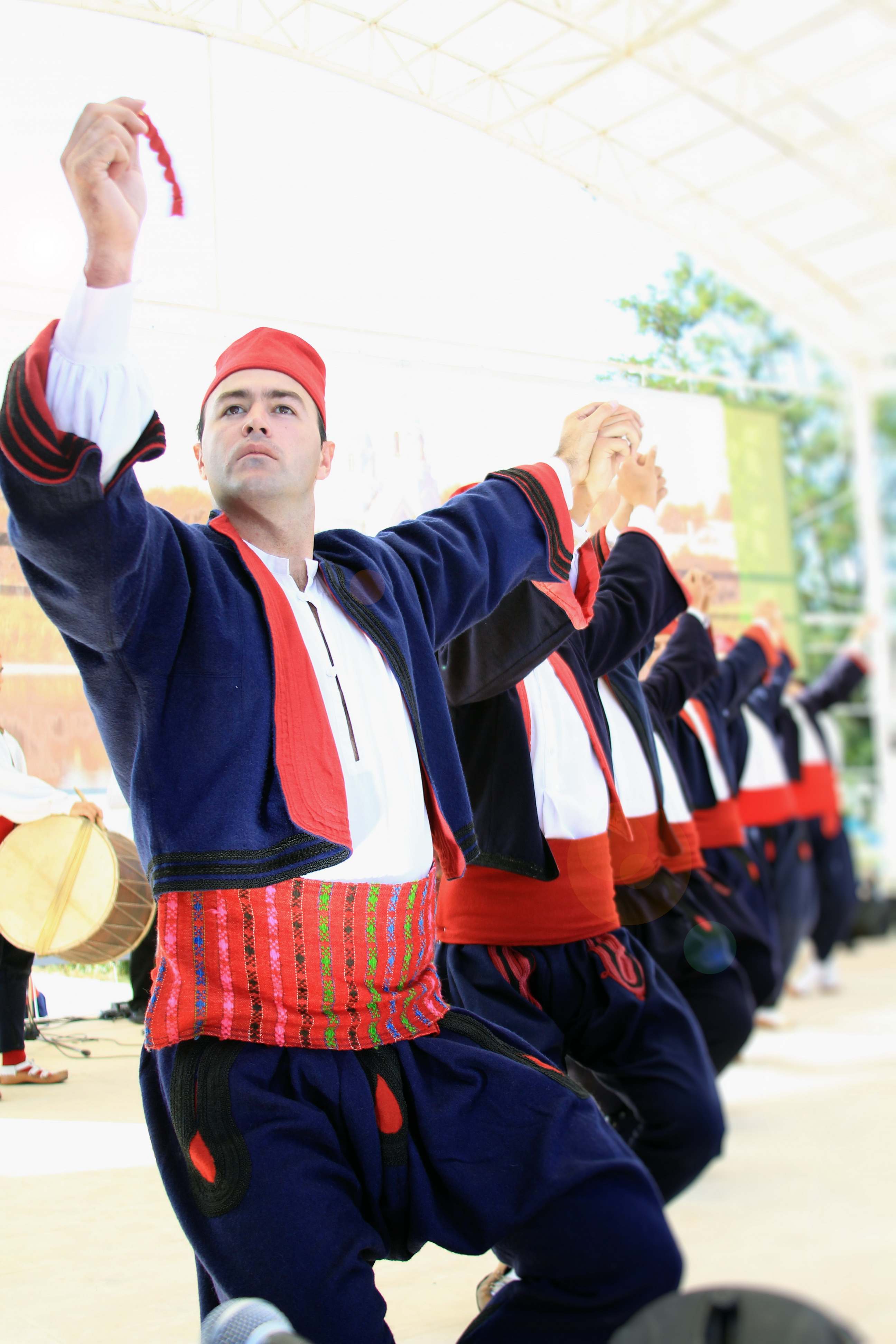
Costum tradițional local.

Vranje a fost un important loc otoman pentru comerț. Podul Alb este un simbol al orașului și mai este numit podul îndrăgostiților, după povestea dragostei interzise dintre fata musulmană Ajša și creștinul Stojan, care a făcut ca tatăl să ucidă cuplul. După aceea, el a construit podul unde a omorât-o pe fată și a scris povestea în araba otomană. Cetatea Markovo Kale din secolul al XI-lea se află în nordul orașului. Orașul are o arhitectură tradițională balcanică și otomană. 
Cunoscuta piesă de teatru Koštana scrisă de Borisav Stanković în 1900 are loc în Vranje.
Vranje este renumit pentru muzica sa populară, veche, plină de viață și melancolică în același timp. Cea mai cunoscută muzică este cea din piesa de teatru - muzicalul Koštana de Bora Stanković. Acest stil muzical original a fost reînnoit recent prin adoptarea unei forme diferite, specifice și mai orientale, cu contribuția instrumentelor de suflat din alamă. Muzica este cântată în special de rromii din Vranje. 
Vranje este sediul districtului Pčinja și, ca atare, este un centru important pentru evenimentele culturale din district. Cele mai notabile evenimente anuale sunt Borina nedelja (unul dintre cele mai vechi evenimente literare din Serbia), Stari dani, Dani karanfila (eveniment cultural și turistic tradițional care se desfășoară din 1962 în Vranjska Banja) etc.
Vranje se află aproape de muntele Besna Kobila și de Vranjska Banja, locuri cu potențial ridicat care sunt subdezvoltate. Alte locuri din și în jurul orașului Vranje cu potențial turistic includ mănăstirea Prohor Pčinjski, Kale-Krševica, calea Markovo, Pržar, muzeul casei unde s-a născut Bora Stankovic. 
Cele mai mari hoteluri sunt Hotelul Vranje, lângă centru și Hotelul Pržar cu vedere spre oraș și spre vale. Orașul are bucătărie tradițională sârbă, precum și restaurante cu bucătărie internațională și numeroase cafenele și baruri.

### Instituții culturale

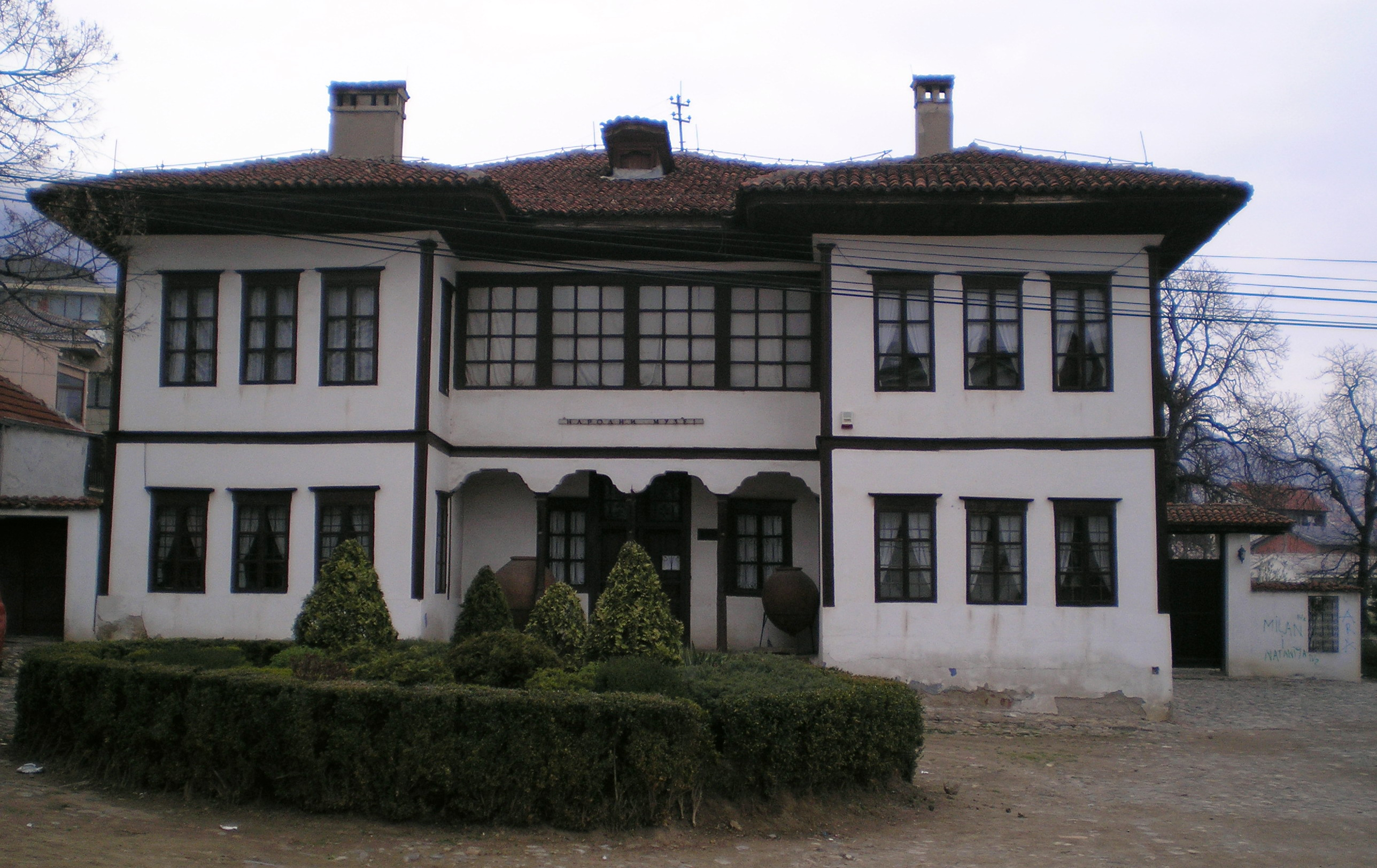
Muzeul din Vranje

- Muzeul Național (în fosta reședință a Pașei, construit în 1765)
- Centrul Cultural pentru Tineret
- Biblioteca Națională
- Centrul de talente
- Teatrul "Bora Stanković"
- Organizația turistică din Vranje

### Sport
Orașul are o echipă profesionistă de fotbal de top, FK Dinamo Vranje (în sârbă: ФК Динамо Врање), care joacă în Prima Ligă Sârbă (Prva liga Srbije).

## Economie

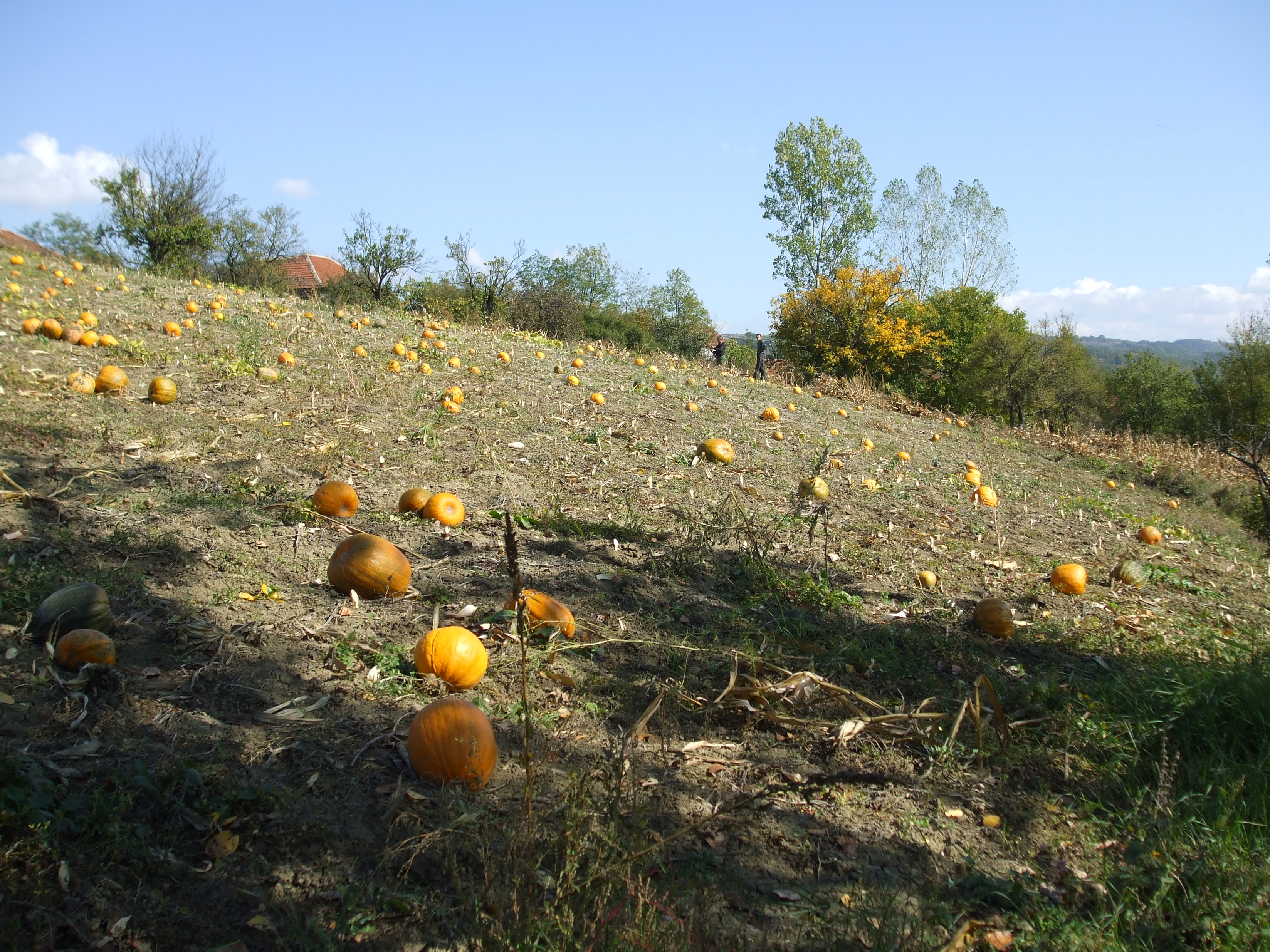
Dovleci în suburbii

Vranje se află în sudul Serbiei, pe coridorul X, lângă granița cu Macedonia de Nord și Bulgaria. Distanța față de portul internațional Salonic este de 285 de kilometri; distanța față de aeroporturile internaționale din Skopje și Niš este de 90 de kilometri. Vranje are o lungă tradiție de producție industrială, comerț și turism și este bogat în resurse naturale, cum ar fi pădurile și resursele geotermale.
Până în a doua jumătate a secolului al XX-lea, Vranje a fost un oraș de meșteșuguri. Meșteșugurile includeau țesutul, al morilor de apă și al căruțelor. Odată cu începutul industrializării în anii 1960, multe dintre aceste meșteșuguri au dispărut. În acei ani, multe fabrici au fost deschise, cum ar fi industria tutunului din Vranje (în sârbă Дуванска индустрија Врање), Simpo, Koštana (fabrica de încălțăminte), Yumco (uzină de bumbac), Alfa Plam (produse tehnice), SZP Zavarivač Vranje și altele. 
Cele mai frecvente industrii din orașul Vranje sunt industria lemnului, industria de îmbrăcăminte, încălțăminte și mobilier, alimente și băuturi, agricultura, industria textilă, industria chimică, industria construcțiilor, industria mașinilor și echipamente și servicii pentru afaceri. În Vranje se află mai mult de 2.500 de întreprinderi mici și mijlocii. Pentru potențialii investitori există locuri industriale, cu o infrastructură corespunzătoare. Printre companiile cu sedii de afaceri din oraș se numără British American Tobacco, Simpo, Sanch, Kenda Farben, stilul Danny, OMV și Hellenic Petroleum.
Din septembrie 2017, Vranje este una dintre cele 14 zone economice libere din Serbia.
Statistici istorice
În 1961 au fost 1.525 de angajați în Vranje; în 1971 au fost 4.374 de angajați; iar în 1998 au fost 32.758 de angajați. În urma destrămării Iugoslaviei și din cauza sancțiunilor impuse Republicii Federale Iugoslavia în timpul guvernării lui Slobodan Milošević, numărul angajaților a început să scadă; fabricile care au angajat un număr mare de persoane s-au închis, printre care Yumco și Koštana. În 2010, erau doar 18.958 locuitori angajați și 7.559 de șomeri. Din 2010, orașul Vranje are 59.278 de lucrători disponibili. În 2010, Consiliul Local a aprobat „Strategia de dezvoltare durabilă a orașului Vranje din 2010 până în 2019”, pentru realizarea obiectivelor printr-un parteneriat de afaceri transparent și responsabil cu industria și cu publicul.
Previzualizare economică
Următorul tabel oferă o previzualizare a numărului total de persoane înregistrate angajate de persoane juridice după activitatea lor principală (în 2018):
| Activitate                                                                     | Total |
| ------------------------------------------------------------------------------ | ----- |
| Agricultură, silvicultură și pescuit                                           | 185   |
| Minerit și cariere                                                             | 312   |
| Fabricație                                                                     | 8085  |
| Alimentare cu energie electrică, gaz, abur și aer condiționat                  | 190   |
| Rezerva de apa; activități de canalizare, gestionare și remediere a deșeurilor | 424   |
| Construcții                                                                    | 564   |
| Comerț cu ridicata și cu amănuntul, reparații de autovehicule și motociclete   | 3037  |
| Transport și depozitare                                                        | 987   |
| Cazare și servicii alimentare                                                  | 658   |
| Informații și comunicare                                                       | 206   |
| Activități financiare și de asigurare                                          | 289   |
| Activități imobiliare                                                          | 4     |
| Activități profesionale, științifice și tehnice                                | 618   |
| Activități de servicii administrative și de asistență                          | 353   |
| Administrație publică și apărare; securitate socială obligatorie               | 1529  |
| Educație                                                                       | 1431  |
| Sănătate umană și activități de muncă socială                                  | 2,016 |
| Artă, divertisment și recreere                                                 | 255   |
| Alte activități de servicii                                                    | 347   |
| Muncitori agricoli individuali                                                 | 103   |
| Total                                                                          | 21594 |

## Oameni notabili

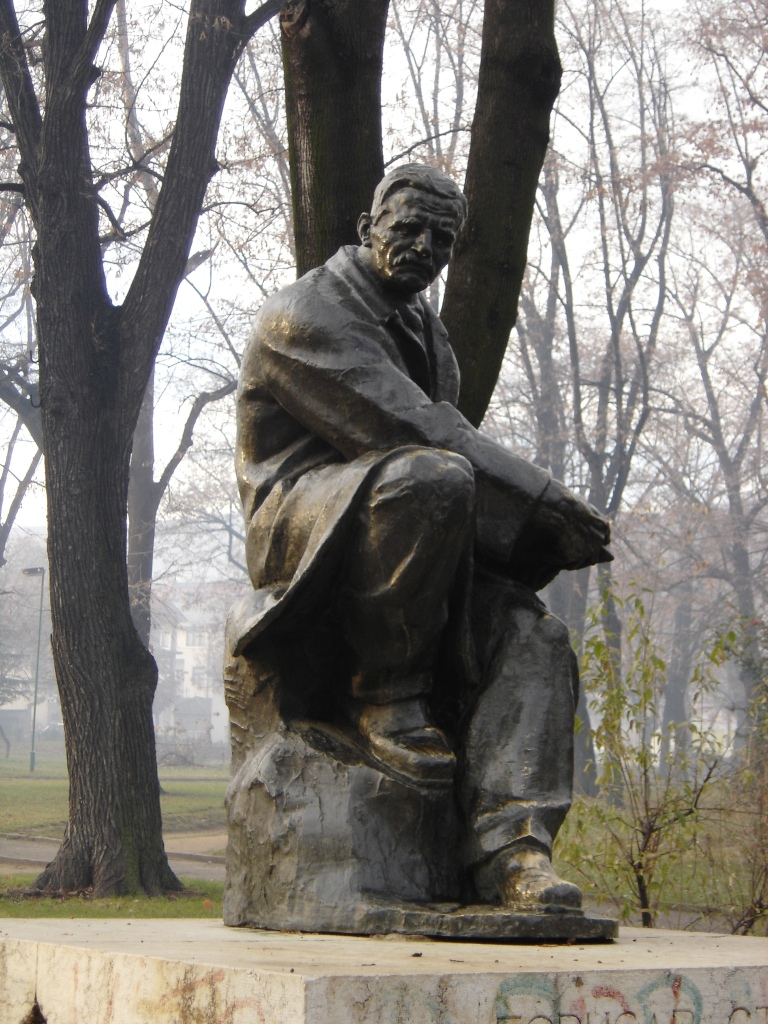
Statuia lui Borisav „Bora” Stanković din orașul natal Vranje.

- Borisav Stanković (1875 - 1927), scriitor sârb;
- Miroslav-Cera Mihailović, poet contemporan.
- Jovan Hadži-Vasiljević, (1866–1946), istoric.
- Djordje Tasić, (1892–1943), unul dintre cei mai notabili juriști sârbi.
- Justin Popović (1894 – 1979), teolog și filozof;
- Medici: Dr. Franjo Kopsa († 1898); Dr. Dragoljub Mihajlović († 1980).
- Oameni de știință: Dejan Stojković (doctor în fizică, profesor în SUA), Marjan Bosković (MD), profesor de anatomie; Dragan Pavlovć (MD), profesor de fiziopatologie și anestezie; Dragoslav Mitrinović, matematician.
- Pictori: Jovica Dejanović, Miodrag Stanković-Dagi, Zoran Petrušijević-Zop, Suzana Stojanović.
- Muzicieni: Bakija Bakić († 1989), Staniša Stošić († 2008), Čedomir Marković, Stefan Zdravković (cunoscut ca Princ od Vranje, n. 1993)
- Aleksandar Davinić: jurnalist, satirist.
- Curatori: Jelena Veljković, Marko Stamenković.
- Arhitecți: Milan Stamenković ( Academia de Stat a Institutului de Arhitectură din Moscova)
- Josip Kuže, un fost antrenor de fotbal iugoslav și croat și fost jucător.

## Relații internaționale
Orașul Vranje este înfrățit cu: 
- Nowy Sącz, Polonia, din 2002[35]
- Kavala, Grecia, din 2009